# 中青宝
深圳中青宝互动网络股份有限公司，簡稱中青宝，原名深圳市宝德网络技术有限公司，2003年成立，2008年年改为现名并完成股份制改造，是中国大陆的一家以网络游戏为主的公司。

## 运营游戏

### 客户端网游
- 《怒三国》
- 《天道》
- 《战神传奇》
- 《仙幻奇缘》
- 《裂天之刃》
- 《兵王》
- 《新战国群雄》
- 《醉八仙》
- 《玄武》
- 《新战国英雄》
- 《最后一炮》
- 《抗战》
- 《二战1942》
- 《抗战2》
- 《亮剑2》

### 手机游戏
- 《黑夜传说》
- 《仙战online》
- 《天剑灵域》
- 《无双三国2》
- 《大抗战》
- 《小学生联盟》
- 《挂机西游》
- 《超神争霸》

### 网页游戏
- 《无双三国》

## 争议事件

### 董事長霸凌管理
- 2011年9月22日，因为旗下游戏《玄武》运营状况不佳未达到预期以及其游戏骨干集体辞职，中青宝董事长李瑞杰发布内部邮件称将消灭一切赔钱货，不挣钱的员工滚蛋等一系列过激言论，引起关注。[2]
- 2011年9月，中青宝强制新员工在国庆假期进行军训，但遭到部分新员工抵触。中青宝董事长李瑞杰称新员工如果连假期都不愿奉献的话就别来。9月29日，李瑞杰作出回应，称爆料者断章取义引用两段文字，并许诺参加培训后，新员工可以申请带薪调休。[3]
- 2011年10月17日，公司原副总裁兼海外事业部总经理吴鹏以及《亮剑》项目经理徐剑离职，李瑞杰发布内部邮件痛斥并发表“让徐剑去死吧”、“让吴鹏回家陪她老婆生双胞胎，帮小孩换尿片吧”言论。同时，两人在中青宝物期权计划中得应有份额被取消。[4]
- 2022年4月底，一张中青宝内部微信群截图显示，李瑞杰因公司业绩不佳而宣称“我想打爆你们所有的人” “自己买块豆腐撞死吧”，并强迫公司全体员工假期无偿加班，表示“不服的，马上炒掉”“要求加班费的，去找共产党！让他给你发工资加班费”。被曝光之后，还有中青宝高管以污言秽语辱骂截图者。之后中青宝公开道歉，5月6日，李瑞杰辞职。[5]

### 董事长打人事件
2011年11月23日，深圳市中级人民法院向中青宝送达Adobe公司和奥特克公司提起侵权诉状。诉状认为，中青宝存在侵犯其计算机软件著作权的行为，并要求中青宝赔偿该两家公司各200万元。11月25日，中青宝公司法务经理约谈廖爱敏，称老板有意和解，后双方见面。在谈判期间，由于双方言语不和，李瑞杰用拳头打到廖爱敏头上。廖爱敏向其他人大声呼救并逃跑，随后感到后脑被硬物猛击，摔倒在地，头部流血。打人事件发生后，有两个部门介入事件的调解工作，最终双方达成和解，廖爱敏不再追究法律责任。

### 大尺度广告
- 2012年旗下游戏《暗黑纪元》做宣传。在广告花絮中女主角穿着暴露，剧情暴力引发争议。女主角姚慧亦称在拍摄捆绑戏、被宰的戏和裸露戏时十分尴尬。[7]
- 2012年，一名叫李玲的模特在Chinajoy中青宝展台扮演雅典娜，[8][9]疑似因衣着尺度过大，秀展第二天就在中国新闻出版总署与Chinajoy主办方的要求下被中青宝解约。[10]